# Жозеф Камга
Жозеф Камга (фр. Joseph Kamga, нар. 17 серпня 1953) — камерунський футболіст, що грав на позиції півзахисника.

## Кар'єра
Виступав зокрема за «Юніон Дуала». У складі національної збірної Камеруну був учасником чемпіонату світу 1982 року в Іспанії, де на поле не виходив.

## Титули і досягнення
- Володар Кубка Камеруну: 1980